# تفجيرات العراق أيار 2013
من 15 إلى 21 مايو 2013م: سلسلة من التفجيرات المميتة وحوادث إطلاق النار التي ضربت الأجزاء الوسطى والشمالية من العراق، مع وقوع عدد أقل من الحوادث في المدن الجنوبية والغربية. نتيجة هذه الهجمات كانت مقتل 449 شخصا على الأقل وجرح 732 وكانت هذه الهجمات واحدة من أعنف موجات العنف.